# Gambische Fußballnationalmannschaft

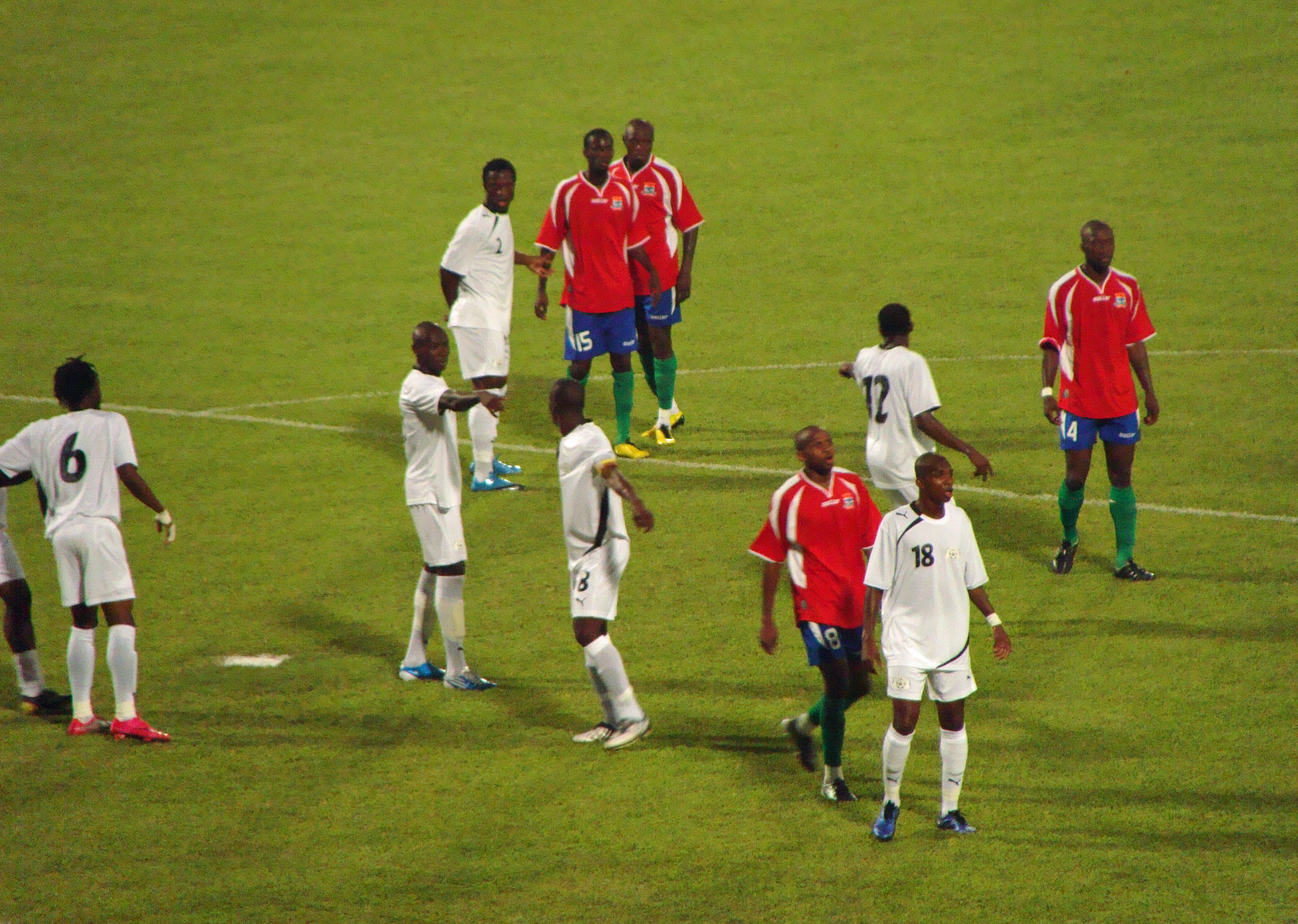
Die Nationalmannschaft bei einem Qualifikationsspiel in Burkina Faso

Die gambische Fußballnationalmannschaft der Männer ist die Fußball-Landesauswahl Gambias und wird von der Gambia Football Federation organisiert. Die Mannschaft, die auch The Scorpions genannt wird, hat bisher noch nie an einer Weltmeisterschaft teilgenommen. 2022 nahm die Mannschaft erstmals an einer Afrikameisterschaft teil und schaffte es bis ins Viertelfinale.

## Geschichte
In der Qualifikation zur Fußball-Weltmeisterschaft 2006 unterlag die Mannschaft in der ersten Runde gegen die Mannschaft aus Liberia knapp mit einem Gesamtergebnis von 2:3 und konnte sich damit nicht qualifizieren.
Am 10. Mai 2014 wurden die A-Nationalmannschaft sowie sämtliche Juniorennationalmannschaften vom afrikanischen Verband für zwei Jahre von allen kontinentalen Wettbewerben, inklusive der Qualifikation zum Afrika-Cup 2015, ausgeschlossen, nachdem fünf Spieler mit gefälschten Pässen in der U-20-Nationalmannschaft aufgelaufen waren.

## Trainer
Sang Ndong war, über zehn Jahre verteilt, mehrfach Trainer der Nationalmannschaft, bevor er 2003 vom Verband entlassen wurde. Das Amt blieb bis September 2006 vakant, dann übernahm der deutsche Ex-Bundesliga-Profi Antoine „Tony“ Hey die Mannschaft. Er amtierte bis April 2007, als man sich wegen Differenzen um die Bezahlung trennte. Im Anschluss daran trainierte der Spanier José Martínez das Team. Ab Mai 2008 war der Belgier Paul Put Trainer der Nationalmannschaft; er sollte vom bisherigen Interimstrainer Peter Bonu Johnson assistiert werden, der jedoch von seiner neuen Aufgabe zurücktrat. Der Vertrag mit Put wurde zum 31. Oktober 2011 aufgelöst, als Grund wurde das Scheitern in der Qualifikation zur Fußball-Afrikameisterschaft 2012 angegeben. Peter Bonu Johnson übernahm nun die Mannschaft als Cheftrainer.
Im Mai 2012 wurde Bonu Johnson durch den bisherigen Assistenztrainer, den Italiener Luciano Mancini, ersetzt. Bonu wurde wiederum Assistenztrainer. Mancini sollte Gambia in der Qualifikation zur Fußball-Weltmeisterschaft 2014 betreuen, wurde aber während dieser im Juni 2013 von seinem Vorgänger Bonu Johnson abgelöst. Im Mai 2015 übernahm der Schweizer Raoul Savoy das Amt, welches er im Dezember 2015 allerdings wieder abgab. Auf ihn folgte im Februar 2016 erneut Sang Ndong.
| 1952–1953             | R. C. Roscoe (†)                                           |
| 1953–1962             | Ousman Saho († 2017)                                       |
| 1962–1965             | Pa Louis Prom († 1981)                                     |
| 1965–1968             | Francis Eku Forbes († 2009)                                |
| 1968–1975             | Moses Trinn                                                |
| 1975–1978             | Cherno Barra Touray (* 1944)                               |
| 1978–1983             | Kabba „MI“ Jallow († 2017)                                 |
| 1984–1986             | Saihou Sarr (* 1951)                                       |
| 1986–1987             | Momodou „Biri Biri“ Njie (1948–2020) (Coach Kobna Zone II) |
| 1987–1988             | Hans Heiniger                                              |
| 1988–1991             | kein aktiver Fußball in dieser Zeit                        |
| 1991–1991             | Kashimawo Laloko († 2021)                                  |
| 1991–1992             | Alhagie Sillah                                             |
| 1992–1993             | Sang Ndong (* 1957)                                        |
| 1993–1995             | Alhagie Sillah                                             |
| 1995–1996             | Sang Ndong                                                 |
| 1996                  | [ A 2 ]                                                    |
| 1997                  | [ A 3 ]                                                    |
| 1998–2000             | aufgelöst                                                  |
| 1999                  | [ A 4 ]                                                    |
| 2 Monate              | Rudolf „Rudi“ May (1953–2015)                              |
| 2001–2002             | Sang Ndong                                                 |
| 2002–2004             | Alhagie Sillah                                             |
| 2005–2006             | Alagie Sarr                                                |
| 05/08/2006 (1 Monat)  | Musa Njie                                                  |
| 08/08/2006–22/04/2007 | Antoine „Tony“ Hey (* 1970)                                |
| 22/04/2007–06/05/2008 | [ A 6 ]                                                    |
| 18/05/2008–31/10/2011 | Paul Put (* 1956)                                          |
| 01/01/2012–05/2012    | Peter Bonu Johnson (1963–2019)                             |
| 05/2012–06/2013       | Luciano Mancini (* 1953)                                   |
| 06/2013–05/2015       | Peter Bonu Johnson                                         |
| 05/2015–12/2015       | Raoul Savoy (* 1973)                                       |
| 2016                  | Sang Ndong                                                 |
| 05/2018–04/2024       | Tom Saintfiet (* 1973)                                     |
| seit 05/2024          | Johnathan McKinstry (* 1985)                               |

## Bekannte Spieler
Eine Liste aller Nationalspieler findet sich unter Liste der gambischen Fußballnationalspieler.
In der Saison 2007/08 spielten sieben Spieler der gambischen Fußballnationalmannschaft in Deutschland. Dies waren:
- Mohammed Camara (FSV Ludwigshafen-Oggersheim, Regionalliga Süd)
- Kemo Ceesay (1. FC Lok Stendal, Verbandsliga Sachsen-Anhalt)
- Pa Malick Joof (VfB Lübeck, Regionalliga Nord)
- Matthew Mendy (KFC Uerdingen 05, Oberliga Nordrhein)
- Abdou-Rahman Njie (SpVgg Bayern Hof, Bayernliga)
- Momar Njie (BFC Preussen 1894, Oberliga Nordost)
- Timo Uster (Rot-Weiß Oberhausen, Regionalliga Nord)

Timo Uster ist gebürtiger Berliner und deutscher Staatsbürger. Auch seine Eltern sind Deutsche. Uster hat jedoch gambische Großeltern, was ihm ermöglichte, für Gambia zu spielen.
13 weitere gambische Nationalspieler waren 2007/08 in europäischen Ligen aktiv:
- Jatto Ceesay (Omniworld Almere, Niederlande)
- Kebba Ceesay (Djurgårdens IF, Schweden)
- Aziz Corr Nyang (Assyriska Föreningen, Schweden)
- Modou Jagne (SCR Altach, Österreich)
- Latiff Janneh (SC Wielsbeke, Belgien)
- Mustapha Jarju (Lierse SK, Belgien)
- Assan Jatta (Lierse SK, Belgien)
- Pa Saikou Kujabi (SV Ried, Österreich)
- Ebrahima Sawaneh (KSK Beveren, Belgien)
- Ebou Sillah (MVV Maastricht, Niederlande)
- Edrissa Sonko (FC Walsall, England)
- Pa-Ousman Sonko (Red Bull Salzburg II, Österreich)
- Pa Dembo Touray (Djurgårdens IF, Schweden)

Weitere gambische Spieler mit Europa-Erfahrung sind:
- Simon Badjie (u. a. AC Pro Sesto, Italien)
- Dawda Bah (u. a. KPV Kokkola, Finnland)
- Arthur Gómez (u. a. Royal Antwerpen, Belgien und Manchester United Reserves, England)
- Momodou Loum (u. a. Högaborgs BK, Schweden)
- Seyfo Soley (u. a. KRC Genk, Belgien)

Der ehemalige senegalesische Fußball-Profi Babacar N’Diaye erhielt Anfang Januar 2007 vom gambischen Verband eine Anfrage für ein Länderspiel gegen Saudi-Arabien, lehnte jedoch ab.

## Spitzname
1984 setzten sich einige Schlüsselakteure des gambianischen Fußballs, beispielsweise Omar Sey, Ousman Bassi Conateh; Momodou M Dibba, Boukary Fofana, Mustapha Ngum, Edmonson Shonobi, Babou Cisse, Cherno Touray, Omar Amadou Jallow von Kwame und Saul Njie von Radio Gambia, dafür ein, einen Namen für alle gambischen Nationalmannschaften zu finden. Diese Idee wurde auch von Bildungs- und Sportministerin Louis Antoinette Njie unterstützt. Das Team wurde bisweilen auch Gambia Eleven genannt, dieser Name sei aber zu unkonventionell.
Also wurde drei Mal pro Woche ein Aufruf für Vorschläge in der The Gambia News Bulletin veröffentlicht. Auch Pap Saine sorgte für eine Veröffentlichung des Aufrufs in seiner Zeitung Senegambia Sun und in seinen Sendungen auf Radio Syd. Die Beteiligung am Aufruf war sehr groß und es gewann der Name Black Scorpions. Auf Black musste aus politischen bzw. diplomatischen Gründen verzichtet werden und so stellte die Sport- und Bildungsministerin am 11. Februar 1985 im Hinblick auf den gewählten neuen Namen fest: „Wie Gambia ist der Skorpion klein, aber wenn er sticht, weißt du, dass es kein Witz ist.“

## Erfolge

### Fußball-Weltmeisterschaften
- 1930 bis 1978 – nicht teilgenommen
- 1982 – nicht qualifiziert
- 1986 – nicht qualifiziert
- 1990 – nicht teilgenommen
- 1994 – Teilnahme zurückgezogen
- 1998 bis 2022 – nicht qualifiziert

### Afrikameisterschaft
- 1957 bis 1974 – nicht teilgenommen
- 1976 – nicht qualifiziert
- 1978 – nicht teilgenommen
- 1980 bis 1988 – nicht qualifiziert
- 1990 – Teilnahme zurückgezogen
- 1992 – nicht qualifiziert
- 1994 – nicht teilgenommen
- 1996 – Teilnahme während der Qualifizierungsrunde zurückgezogen
- 1998 – ausgeschlossen wegen der zurückgezogenen Teilnahme von 1996
- 2000 – Teilnahme zurückgezogen
- 2002 bis 2013 – nicht qualifiziert
- 2015 – disqualifiziert
- 2017 – nicht qualifiziert
- 2019 – nicht qualifiziert
- 2022 – Viertelfinale
- 2024 – Vorrunde
- 2025 – nicht qualifiziert

### Afrikanische Nationenmeisterschaft
- 2009 – nicht qualifiziert
- 2011 – nicht teilgenommen
- 2014 – nicht teilgenommen
- 2016 – nicht qualifiziert
- 2018 – nicht qualifiziert
- 2021 – nicht teilgenommen
- 2023 – nicht qualifiziert

## Nachwuchs

### U-17-Fußballnationalmannschaft
Im Unterschied zur Herrenmannschaft hat die U-17-Nationalmannschaft, genannt die Baby Scorpions, schon Turnier-Erfolge vorzuweisen. Im Mai 2005 konnte sie das Finale der U-17-Afrikameisterschaft gegen die ghanaische Auswahl mit 1:0 für sich entscheiden und war damit erstmals Afrikameister. Der Erfolg bedeutete außerdem die Qualifikation für die U-17-Fußball-Weltmeisterschaft 2005, die in Peru stattfand. Dort besiegte die gambische U-17-Nationalmannschaft in einem grandiosen Auftakt den amtierenden Weltmeister, die brasilianische U-17, und gewann auch die zweite Partie. Im dritten Spiel unterlag sie aber und war damit unglücklich ausgeschieden.
Gambias Regierung und auch die Bevölkerung waren von dem Erfolg begeistert und feierten den Nachwuchs, der derart auf sich aufmerksam gemacht hatte.
Im Jahr 2009 wurde die gambische U-17 ein zweites Mal Afrikameister.

### U-20-Fußballnationalmannschaft
Die U-20 konnte sich für die U-20-Fußball-Weltmeisterschaft 2007 in Kanada qualifizieren, wo man durch einen Sieg gegen Portugal das Achtelfinale erreichte, dort aber an Österreich scheiterte.